# Malya Saadi
Malia Saadi, dite Malya Saadi, est une chanteuse algérienne née à Alger en 1977.
Malya est la fille de H'ssissen Saadi, l'un des pionniers du chaâbi, lui-même disciple de Hadj El Anka. Malya Saadi est la première femme à s'approprier ce genre musical, communément chanté par des hommes.
Elle sort un premier album, Ya Bhar, en 2013.

## Biographie
Née à Alger, Malya grandit dans la musique. Cet environnement a une grande influence sur sa création musicale. À 14 ans, elle poursuit ses études secondaires et universitaires en France, à Montpellier. Elle s'installe ensuite à Paris.
En 1996, elle se fait remarquer par Chico, l'un des fondateurs des Gipsy Kings, avec lequel elle montera sur scène pendant trois ans. En 2003, Malya participe au Festival de la Femme algérienne. Elle se lance ensuite dans une carrière solo et donne de nombreux concerts.
Entre 2013 et 2017, Malya Saadi participe au spectacle "Le Chaâbi au féminin" et chante aux côtés de Samira Brahmia, Hind Abdellali, Meriem Beldi, Syrine Benmoussa, Amina Karadja et Samia Diar.
Elle se prête également au registre français, notamment en interprétant La Mauvaise Réputation de Georges Brassens.

## Carrière musicale

### L'albumYa Bhar
Cet album est le fruit d'une riche collaboration. Mohamed Abdenour dit "Ptit Moh" et Smaïl Benhouhou se sont occupés des arrangements et de la direction artistique.
Cet album contient neuf titres dont une reprise de Sobhan Allah ya l'tif, chanson populaire écrite par Mustapha Toumi en 1970.

### Middle East Pop
Malya Saadi prête sa voix sur un album mêlant musique orientale et musique électronique. Cet album fait collaborer Malya avec Bahia Waxas, Bustafunk, Aurélien Chambaud et Brice Davoli.
La musique Arabian Booty Shake interprétée par Malya Saadi, est utilisée dans le film Bac Nord. Ce film vaut, à son compositeur Guillaume Roussel une nomination au César de la meilleure musique[réf. nécessaire].